# Sahara (1983)
Sahara ist ein Abenteuerfilm, bei dem Andrew V. McLaglen Regie führte. Er wurde 1983 produziert. Der in England und in Israel gedrehte Film kostete 25 Millionen Dollar.

## Handlung
Im Jahr 1928 stirbt der Rennfahrer R. J. Gordon bei einem Trainingslauf mit seinem Hot Rod, bevor er am „Trans-African Auto Race“ teilnehmen kann. Um den Traum ihres Vaters zu verwirklichen und das Preisgeld für die Rallye quer durch die Sahara zu gewinnen, verkleidet sich seine Tochter Dale als Mann und nimmt mit Hilfe der Freunde ihres Vaters dessen Platz beim ausschließlich für Männer vorgesehenen Rennen ein.
Dale ist eine ausgezeichnete Fahrerin und hat gute Chancen, das Rennen zu gewinnen. Während sie eine Abkürzung nimmt, gerät sie in die Nähe eines Stammeskrieges zwischen Beduinengruppen. Ein anderer Rennfahrer, der Deutsche Von Glessing, nutzt ebenfalls die gleiche Abkürzung, um einen der Anführer der beiden verfeindeten Stämme mit Waffen zu versorgen.
Dale und ihre Crew werden von Rasoul, dem Onkel des anderen Anführers – Scheich Jaffar – gefangen genommen. Dieser rettet sie vor seinem Onkel, indem er Dale als seine Braut beansprucht. Dale heiratet Jaffar und flüchtet am nächsten Morgen in ihrem Auto, um zu versuchen, das Rennen zu beenden. Dabei wird sie von Jaffars Gegenspieler gefangen genommen und in eine Leopardengrube geworfen. Jaffar versammelt seine Männer, rettet sie und erlaubt ihr, zum Rennen zurückzukehren. Dale gewinnt dieses und erblickt beim Feiern Jaffars Pferd in der Nähe. Sie verabschiedet sich von ihrer Mannschaft, besteigt das Pferd und kehrt zu ihm zurück.

## Kritiken
- „Der an Schauwerten überreiche, aber nicht sonderlich dramatische Abenteuerfilm spart nicht an Beduinen-Komparsen, Reitern und Tieren, kann darüber hinaus aber nicht beweisen, warum es ihn geben muß.“ (Wertung: 1½ Sterne = mäßig) – Adolf Heinzlmeier und Berndt Schulz in Lexikon „Filme im Fernsehen“ (Erweiterte Neuausgabe). Rasch und Röhring, Hamburg 1990, ISBN 3-89136-392-3, S. 697
- Ned Daigle schrieb in „Bad Movie Night“, dass „Sahara“ sein Lieblingsbeispiel eines schlechten Films sei. Solche als „Müll“ verspotteten Produktionen würden erklären, warum die Produktionsfirma Cannon Films in den 1980er Jahren Pleite machte.[1]
- Die Zeitschrift „TimeOut“ schrieb, dass der Film nicht so schlecht sei, wie man es erwarten könne. Brooke Shields hätte mit einem besseren Drehbuch mehr als ein schönes Gesicht darstellen können, aber das Drehbuch sei schlecht.[2]

## Auszeichnungen
Brooke Shields erhielt 1985 die Goldene Himbeere. Sie wurde für eine weitere Goldene Himbeere nominiert.